# Eva-Maria ten Elsen
Eva-Maria ten Elsen   (Altenburg, 14 de setembre de 1937), de casada Hartmann, és una nedadora alemanya, ja retirada, especialista en braça, que va competir durant la dècada de 1950.
El 1956 va prendre part en els Jocs Olímpics d'Estiu de Melbourne, on guanyà la medalla de bronze en els 200 metres braça del programa de natació.
El 1960 no aconseguí classificar-se pels Jocs Olímpics i decidí retirar-se el 1961. A nivell nacional guanyà els títols dels 200 metres estils de 1952 i 1953, els 400 metres estils de 1954 i els 200 metres braça de 1956.
Després de graduar-se el 1966 a la Universitat d'educació física (DHfK) de Leipzig, va treballar diversos anys com a entrenadora de natació. Del 1971 al 1990 va treballar a l'empresa d'articles esportius Expovita. Després de la unificació alemanya, va treballar en el sector immobiliari i d'assegurances mèdiques públiques.